# Piacenza Sportiva 1936-1937
Questa pagina raccoglie le informazioni riguardanti il Piacenza Sportiva nelle competizioni ufficiali della stagione 1936-1937.

## Stagione
Nella stagione 1936-37 il Piacenza ha disputato il girone B del campionato di Serie C. Con 38 punti in classifica si è piazzato in seconda posizione, alle spalle del Vigevano che ha vinto il torneo con 42 punti. In casa biancorossa va segnalata la cessione di Carlo Girometta al Brescia, ben sostituito al centro dell'attacco dal romagnolo Giovanni Gaddoni arrivato dalla Reggiana, grande protagonista e miglior marcatore di stagione con ventuno reti. In difesa arriva dalla Cremonese Libero Pollastri e vi giganteggia il diciannovenne Sandro Puppo.
Nel campionato il Piacenza, sempre guidato in panchina da Carlo Corna, si batte per il primato del girone in un testa a testa con il Vigevano, alternandosi in vetta, ma poi in primavera arrivano tre sconfitte consecutive, compreso lo scontro diretto, che sbalzano il Piacenza dalla testa della classifica. Finisce con il secondo posto a quattro punti dal Vigevano che agguanta la Serie B, nell'ambiente sportivo piacentino resta l'amarezza di aver sprecato una ghiotta occasione per coronare il proprio sogno.

## Rosa
| N. |                   | Ruolo | Calciatore        |
| -- | ----------------- | ----- | ----------------- |
|    | Italia (bandiera) | P     | Alberto Barbieri  |
|    | Italia (bandiera) | A     | Canzio Bianchi    |
|    | Italia (bandiera) | C     | Piero Betti       |
|    | Italia (bandiera) | C     | Bassano Brunati   |
|    | Italia (bandiera) | A     | Giuseppe Cella    |
|    | Italia (bandiera) | A     | Giuseppe Chiesa   |
|    | Italia (bandiera) | A     | Giovanni Gaddoni  |
|    | Italia (bandiera) | C     | Alessandro Golzi  |
|    | Italia (bandiera) | D     | Giulio Loranzi    |
|    | Italia (bandiera) | D     | Edmondo Mazzocchi |

| N. |                   | Ruolo | Calciatore                 |
| -- | ----------------- | ----- | -------------------------- |
|    | Italia (bandiera) | C     | Riccardo Poli (calciatore) |
|    | Italia (bandiera) | D     | Libero Pollastri           |
|    | Italia (bandiera) | D     | Sandro Puppo               |
|    | Italia (bandiera) | C     | Edoardo Ratti              |
|    | Italia (bandiera) | C     | Carlo Resmini              |
|    | Italia (bandiera) | A     | Antonio Rossetti           |
|    | Italia (bandiera) | C     | Sante Rossetti             |
|    | Italia (bandiera) | C     | Adolfo Salamoni            |
|    | Italia (bandiera) | C     | Giuseppe Sina              |
|    | Italia (bandiera) | C     | Guglielmo Zanasi           |

## Risultati

### Serie C

#### Girone di andata
| Arbitro: | Rosso (Torino) |

|  |           |          |
|  | Marcatori | 46’ Sina |

| Piacenza 20 settembre 1936 2ª giornata | Piacenza           | 0 – 0 | Parma | Stadio del Littorio\| Arbitro: \| Pasinato (Venezia) \| |
| Arbitro:                               | Pasinato (Venezia) |       |       |                                                         |

| Arbitro: | Turbiani (Ferrara) |

|  |           |             |
|  | Marcatori | 48’ Gaddoni |

| Arbitro: | Cappelli (Trieste) |

|                                                                        |           |  |
| Bianchi 30’ Gaddoni 43’, 44’, 47’ Cella 60’ (rig.) 62’ (rig.) Sina 85’ | Marcatori |  |

| Arbitro: | Marini (Verona) |

|              |           |                |
| Tagliani 10’ | Marcatori | 17’ Rossetti I |

| Arbitro: | Martelli (Bologna) |

|                      |           |  |
| Gaddoni 9’, 47’, 87’ | Marcatori |  |

| Arbitro: | Stecig (Fiume) |

|                                  |           |         |
| Ferrè 25’ Albero 40’ Barengo 59’ | Marcatori | 1’ Sina |

| Arbitro: | Mantovani (Ferrara) |

|                     |           |                          |
| Sina 37’ Chiesa 84’ | Marcatori | 17’ Marazza 65’ Buschini |

| Arbitro: | Bettucchi (Padova) |

|                               |           |  |
| Lionnard 80’ Art. Benelli 89’ | Marcatori |  |

| Arbitro: | Anceschi (Genova) |

|            |           |                  |
| Zanasi 64’ | Marcatori | 73’ (aut.) Betti |

| Arbitro: | Celano (Roma) |

|          |           |                  |
| Paiè 55’ | Marcatori | 75’ (rig.) Puppo |

| Piacenza 20 dicembre 1936 12ª giornata | Piacenza        | 0 – 0 | Vigevano | Stadio del Littorio\| Arbitro: \| Gondola (Fiume) \| |
| Arbitro:                               | Gondola (Fiume) |       |          |                                                      |

| Arbitro: | Catalucci (Firenze) |

|            |           |  |
| Chiesa 13’ | Marcatori |  |

| Arbitro: | Gardenghi (Brescia) |

|                         |           |                       |
| Schaffer 23’ Quario 44’ | Marcatori | 40’ Bianchi 77’ Puppo |

| Arbitro: | De Benedictis (Padova) |

|                       |           |  |
| Gaddoni 59’ Ratti 73’ | Marcatori |  |

#### Girone di ritorno
| Arbitro: | Gossweiber (Torino) |

|                  |           |  |
| Puppo 17’ (rig.) | Marcatori |  |

| Arbitro: | Cardinali (Milano) |

|            |           |                 |
| Grassi 84’ | Marcatori | 6’, 58’ Gaddoni |

| Arbitro: | Pedemonti (Genova) |

|             |           |  |
| Gaddoni 15’ | Marcatori |  |

| Arbitro: | Rosso (Torino) |

|              |           |                      |
| Barberis 10’ | Marcatori | 85’ (aut.) Sacchiero |

| Arbitro: | Bertone (Novara) |

|                                  |           |              |
| Gaddoni 25’, 62’, 68’ Chiesa 89’ | Marcatori | 90’ Tagliani |

| Arbitro: | Forni (Trento) |

|               |           |            |
| Pietruzzi 10’ | Marcatori | 18’ Chiesa |

| Arbitro: | Biancone (Roma) |

|                                  |           |            |
| Gaddoni 12’ Puppo 50’ (rig.) 88’ | Marcatori | 49’ Vivian |

| Arbitro: | Marini (Verona) |

|                    |           |             |
| Loranzi 49’ (aut.) | Marcatori | 84’ Gaddoni |

| Arbitro: | Garzena (Voghera) |

|                         |           |  |
| Chiesa 23’ Rossetti 25’ | Marcatori |  |

| Arbitro: | De Benedictis (Padova) |

|                                  |           |             |
| Palma 60’ Carelli 69’ Ghezzi 79’ | Marcatori | 63’ Gaddoni |

| Arbitro: | Soliani (Genova) |

|  |           |             |
|  | Marcatori | 10’ Cabiati |

| Arbitro: | Turbiani (Ferrara) |

|                      |           |  |
| Pollastri 63’ (aut.) | Marcatori |  |

| Arbitro: | Celano (Roma) |

|                             |           |                             |
| Gelosa 76’ Banfi 90’ (rig.) | Marcatori | 56’, 58’ Gaddoni 73’ Chiesa |

| Arbitro: | Fuhrmann (Omegna) |

|                                             |           |                         |
| Puppo 9’ (rig.) Gaddoni 55’ Chiesa 73’, 84’ | Marcatori | 81’ Balbiani 85’ Quario |

| Arbitro: | Gondola (Fiume) |

|                         |           |             |
| Guittini 48’ Severi 88’ | Marcatori | 32’ Gaddoni |

### Coppa Italia
| Arbitro: | Bernabei (Genova) |

|             |           |  |
| Bianchi 85’ | Marcatori |  |

| Arbitro: | Camiolo (Milano) |

|                                                      |           |  |
| Gaddoni 48’ Rossetti I 50’ Puppo 75’ Rossetti II 85’ | Marcatori |  |

| Arbitro: | Zelocchi (Modena) |

|                                  |           |           |
| Rossetti II 20’, 34’ Gaddoni 81’ | Marcatori | 75’ Lenzi |

| Arbitro: | Rosa (Roma) |

|                                                                          |           |                       |
| Pollastri 12’ (aut.) Angelini 29’ Capaccioli 38’, 49’ Montanari 75’, 77’ | Marcatori | 33’ Gaddoni 84’ Cella |